# Patates salatası
Patates salatası (amanida de patates en turc) és un plat típic de la cuina turca i consisteix en una amanida de patates diferent del Kartofelsalat alemany que s'anomena "Alman patates salatası" en la llengua turca.

## Elaboració
L'amanida de patates turca es fa amb patates bullides y partides a trossos mitjans, cebes i cebes verdes picades, pebre negre o pebre vermell molt, oli d'oliva com a ingredients bàsics. També s'hi pot afegir ou dur.